# Cratere Polzunov
Polzunov è un cratere lunare di 66,53 km situato nella parte nord-occidentale della faccia nascosta della Luna.